# Ust-Ordyński
Ust-Ordyński (ros. Усть-Орды́нский, Ust´-Ordynskij) – osiedle w Rosji, w obwodzie irkuckim, ośrodek administracyjny Ust-Ordyńsko-Buriackiego Okręgu Autonomicznego.
Liczba mieszkańców w 2005 roku wynosiła ok. 14 300.
W mieście rozwinął się przemysł spożywczy oraz drzewny.